# افسر عرشه

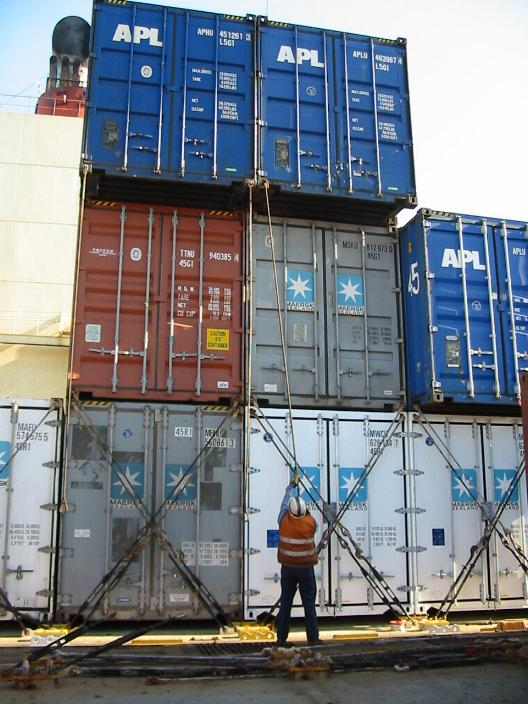
بخش عرشه مسئول امنیت، حفظ، تخلیه، بارگیری و حمل کالا در طول سفر می‌باشد.

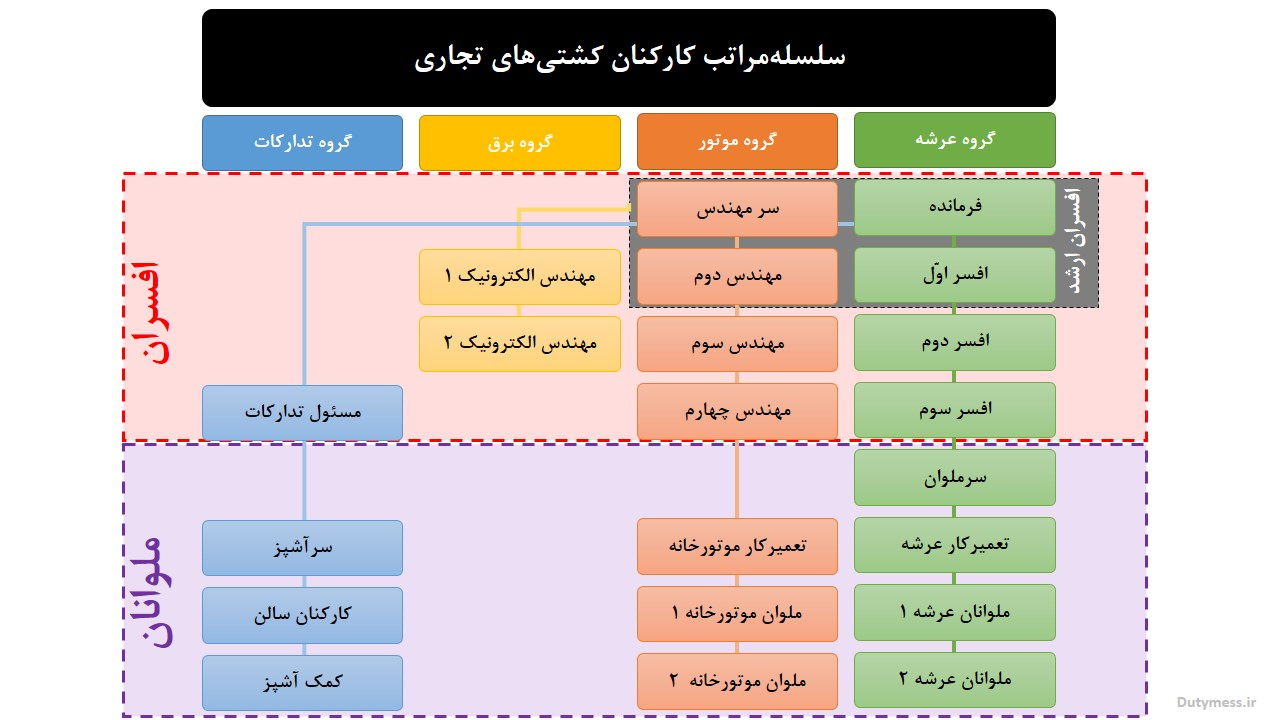
سلسه مراتب و دسته‌بندی خدمه موجود بر روی کشتی‌های تجاری

افسرهای عرشه به همراه ملوانان اعضای بخش عرشه را تشکیل می‌دهند. بخش عرشه یک گروه سازمان یافته بر روی کشتی‌های مسافربری‌ها و کشتی‌های تجاری می‌باشد. کار روی عرشه نیازمند نظم و مسئولیت پذیری بالا می‌باشد که براساس کنوانسیون اس‌تی‌سی‌دبلیو (STCW) و مقررات سازمان بین‌المللی دریانوردی (IMO) تنظیم شده‌است. بخش عرشه توسط افسرهای عرشه مدیریت می‌شود، کسانی که دوره های استاندارد دریانوردی را گذرانده و مجوز دریانوردی دارند و زیر نظر کاپیتان کشتی فعالیت می‌کنند. افسر عرشه فعالیت‌های متفاوتی انجام می‌دهد، اما ابتدایی‌ترین کارش ناوبری کشتی از طریق پل فرماندهی(Bridge) می‌باشد.

## کاپیتان (فرمانده)(ناخدا)
کاپیتان (captain یا master) دارای بالاترین رده در بین دریانوردان حاضر در کشتی تجاری و کشتی مسافربری است. در هر کشتی یا قایق که بر آب حرکت می‌کند، دستور فرمانده بر هر دستور دیگری مقدم است. وی مسئولِ جان خدمه و امنیتِ کشتی است. در ناوهای جنگی واژهٔ ناخدا را به جای کاپیتان به کار می‌برند.

## افسر اول عرشه
افسر اول عرشه(Chief Mate یا Chief Officer) یکی از افسرهای عرشه کشتی می‌باشد، وظایف اصلی او شامل برنامه‌ریزی و نظارت بر کار سایر اعضای عرشه و فرماندهی بخش عرشه می‌باشد. افسر اول در صورت مرگ کاپیتان یا عدم توانایی او جانشین وی می‌شود.
هشت ساعت ناوبری در طول روز ، فرماندهی تخلیه و بارگیری کالا و همچنین آموزش دانشجویان عرشه بر عهده ی اوست . 
در برخی شرکت ها با اضافه شدن یک افسر دوم اضافه به کشتی وظیفه ی ناوبری روزانه ی افسر اول به وی سپرده میشود .

## افسر دوم عرشه
افسر دوم عرشه(First Mate یا Second Officer) یکی دیگر از افسرهای عرشه است که مسئولیت تعیین مسیر حرکت کشتی و بروز رسانی نقشه های مربوط به ناوبری به عنوان خدمت اصلی ، هشت ساعت ناوبری در روز و تخلیه و بارگیری کالا در بندر.

## افسر سوم عرشه
افسر سوم عرشه(Second Mate یا Third Officer) سومین افسر عرشه می‌باشد که مسئولیت حفظ و نگهداری وسایل ایمنی کشتی به عنوان وظیفه ی اصلی ، هشت ساعت فعالیت ناوبری در روز و تخلیه و بارگیری در بندر را بر عهده دارد.

## دانشگاه‌ها و موسسه‌ها
در ایران دانشگاه‌ها و موسسه‌هایی مسئولیت آموزش و تربیت افسر عرشه را برعهده دارند مانند:
- دانشگاه دریانوردی و علوم دریایی چابهار (چابهار)
- دانشکده علوم دریایی محمودآباد (محمودآباد)
- دانشگاه علوم دریایی امام خمینی نیروی دریایی ارتش جمهوری اسلامی ایران (نوشهر)
- مؤسسهٔ آموزشی کشتیرانی جمهوری اسلامی ایران (بوشهر)
- موسسه علوم دریایی نفتکش پارس (محمودآباد)
- دانشکده دریانوردی، دانشگاه آزاد اسلامی واحد خارک (خارک)
- مؤسسه آموزشی کشتیرانی جمهوری اسلامی ایران (تهران)
- دانشکده علوم و فنون دریایی، دانشگاه جامع امام حسین نیروی دریایی سپاه پاسداران انقلاب اسلامی (چالوس)
- شرکت کیش‌رو آبی (تهران)
- موسسه آموزشی کشتیرانی خزر آموز بندر (بندرانزلی)
- موسسه صنعت گستر هوا دریای قشم (قشم)